# 스테이시 발렌타인

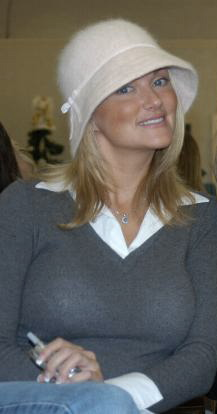
스테이시 발렌타인

스테이시 발렌타인(Stacy Valentine)은 미국의 전 포르노 여자 배우이다. 1970년 8월 9일 출생. 오클라호마주 출신.